# Frag eXecutors
Frag eXecutors — польская мультигейминговая киберспортивная организация, основанная в 1997 году. Изначально организация имела только подразделение в игре Quake, в 2001 появилось подразделение Counter-Strike, а с 2005 года и остальные подразделения.

## Структура
До ноября 2011 года только игроки подразделения Counter-Strike 1.6 имели профессиональные контракты. Подразделение Quake Live является любительским. Frag eXecutors также имеет свой собственный информационный портал, также работает Facebook аккаунт и фан-сайт. Главным спонсором команды является шведский производитель аксессуаров для геймеров, компания QPAD.

## История

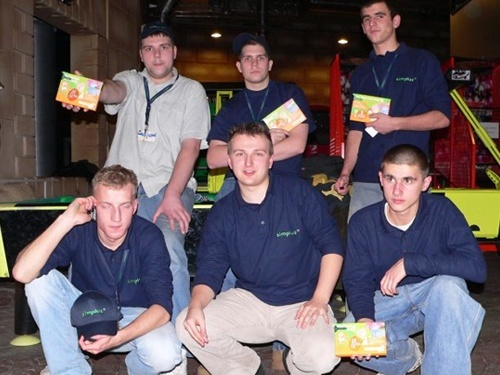
Frag eXecutors.Simplus

Организация была образована в 1997 году по инициативе Дариуша «Simon», Мацеевского (пол. Dariusz Maciejewski). В 1997—2001 годах в Быдгоще команда дважды (1998 и 1999) выиграла лигу, имевшую статус неофициального Чемпионата Польши, в двух других случаях, заняв второе (2000) и третье (2001) места. Кроме того, в 1999 году команда вошла в Top 8 международной лиги, опередив среди прочих немецкую SK Gaming. Однако из-за отсутствия средств, Frag eXecutors в финал не попали.

В 2001 году игроки начали подготовку подразделения Frag eXecutors Counter-Strike, а через год было закрыто подразделение Quake. Почти сразу же пришли первые успехи, первоначально в основном в местных соревнованиях в Быдгоще. В 2003 году впервые команда занимает призовое место на подиуме на World Cyber Games в Польше, занимает третье место после Aristocracy и SpecSter. Успех повторяется через год, третье место в Познани в клубе Arena. В 2004 году происходят изменения — Frag eXecutors представляют три команды на соревнованиях в дисциплине Counter-Strike в Познани. Также появились менеджеры Адриан «Ziggy» Витковский (пол. Adrian Witkowski) и Матеуш «OzoN» Гловиньский (пол. Mateusz Głowiński).

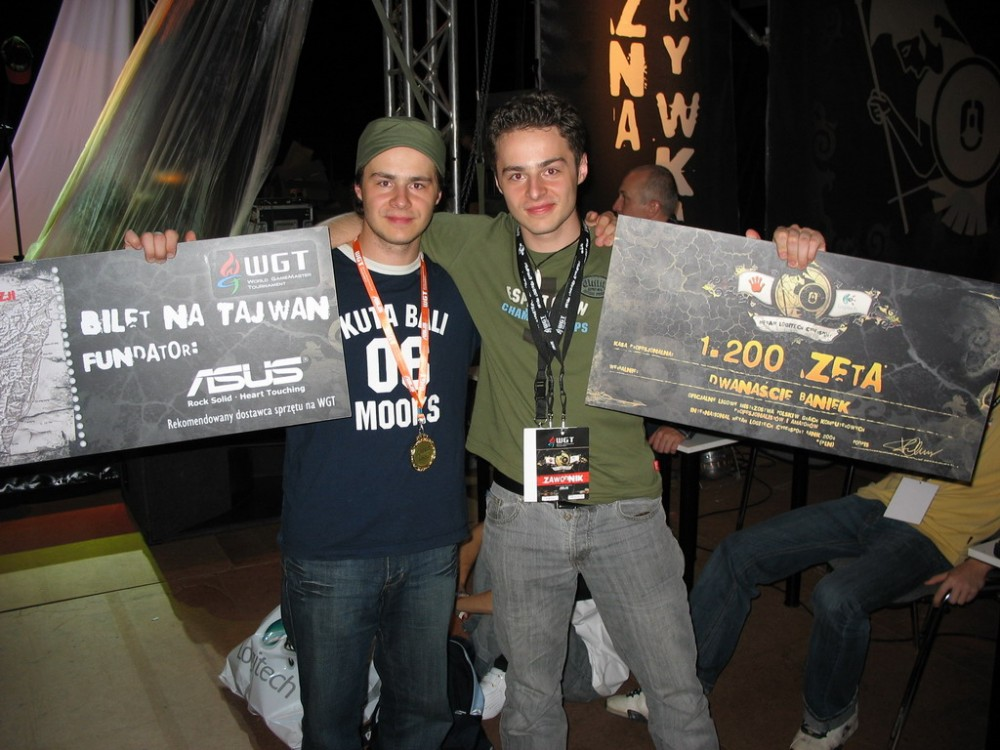
Fx.Quake: matr0x и Стинг

В течение года они превратили команду в профессиональную мультигейменговую организацию. 6 декабря 2005 Fх приобрели титульного спонсора, компанию Simplus. Которая поддерживала команду до января 2007 года.
Frag eXecutors дебютировали на международной арене — заняв второе место в отборочном турнире ACON5. После недели игры с лучшими командами со всего мира Frag eXecutors заняли седьмое место. Кульминацией года стало второе место в первом сезоне Heyah Logitech. В дополнение к команде вернулись Quake игроки лице близнецов Матфея и Симона, в то время наиболее успешные польские игроки в этой игре. Существовал также женский дивизион Counter-Strike. FX стали принимать в команду легионеров.

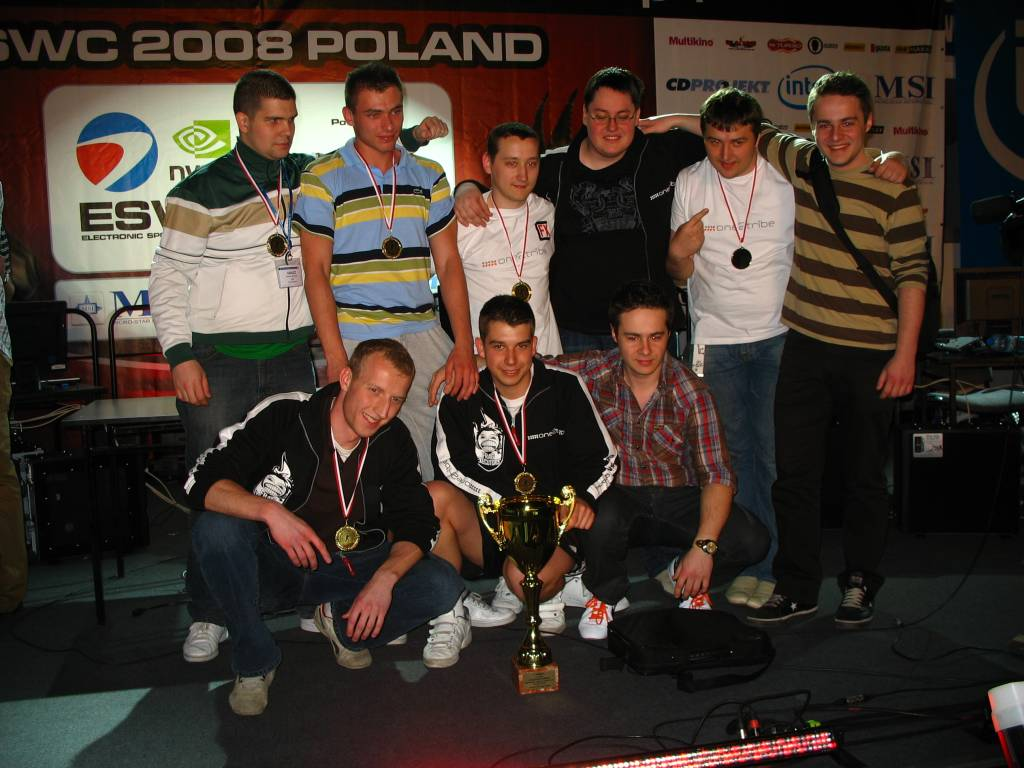
Fx на ESWC 2008

С 2006 года FX вели постоянную борьбу с PGS Gaming за господство во внутренних соревнованиях, в Польше. Но в Counter-Strike PGS Gaming были вне досягаемости Fx. В Quake в свою очередь, хорошие результаты показывает Матеуш «matr0x» Озга (пол. Mateusz Ozga). Также Quake представлен Михалом «Cs3» Рыньским (пол. Michał Ryński) и Аркадиушом «rutt» Козерадским (пол. Arkadiusz Kozieradzki), которые в течение следующих двух лет делили между собой золотые медали на самых важных турнирах Польши. Самого большого успеха дивизион Quake добился во время игры в Познани, в клубе Арена в 2006 году. Кроме того, команда выиграла у соперников из PGS Gaming в финале Лиги Польши в дисциплине Quake 4.
2008 год был наиболее успешным для Fx. Команда выиграла два первых места в национальных отборочных Electronic Sports World Cup. Игроки Fx представляли Польшу на чемпионате мира в Сан-Хосе, где они заняли призовые места.
Команда Counter-Strike под руководством Якуба «tjb» Барчика (пол. Jakub Barczyk) во время испанского GameGune турнира попала в восьмерку лучших. В организацию пришёл Хуберт «Gooral» Почвардовский (пол. Hubert Poczwardowski), он занял второе место в квалификации World Cyber Games и финала Heyah Logitech. Организация также кратко появилась в игре FIFA.
Следующий год был годом простоя — после почти пяти лет совместной игры команда Counter-Strike занимает второе место в первой польской серии ESL Pro. Закрывается женский дивизион Counter-Strike, а также подразделения FIFA и Need For Speed. В организацию принят новый игрок в Quake Live — Эмиль «daxia» Лянушего (пол. Emil Lanuszny).

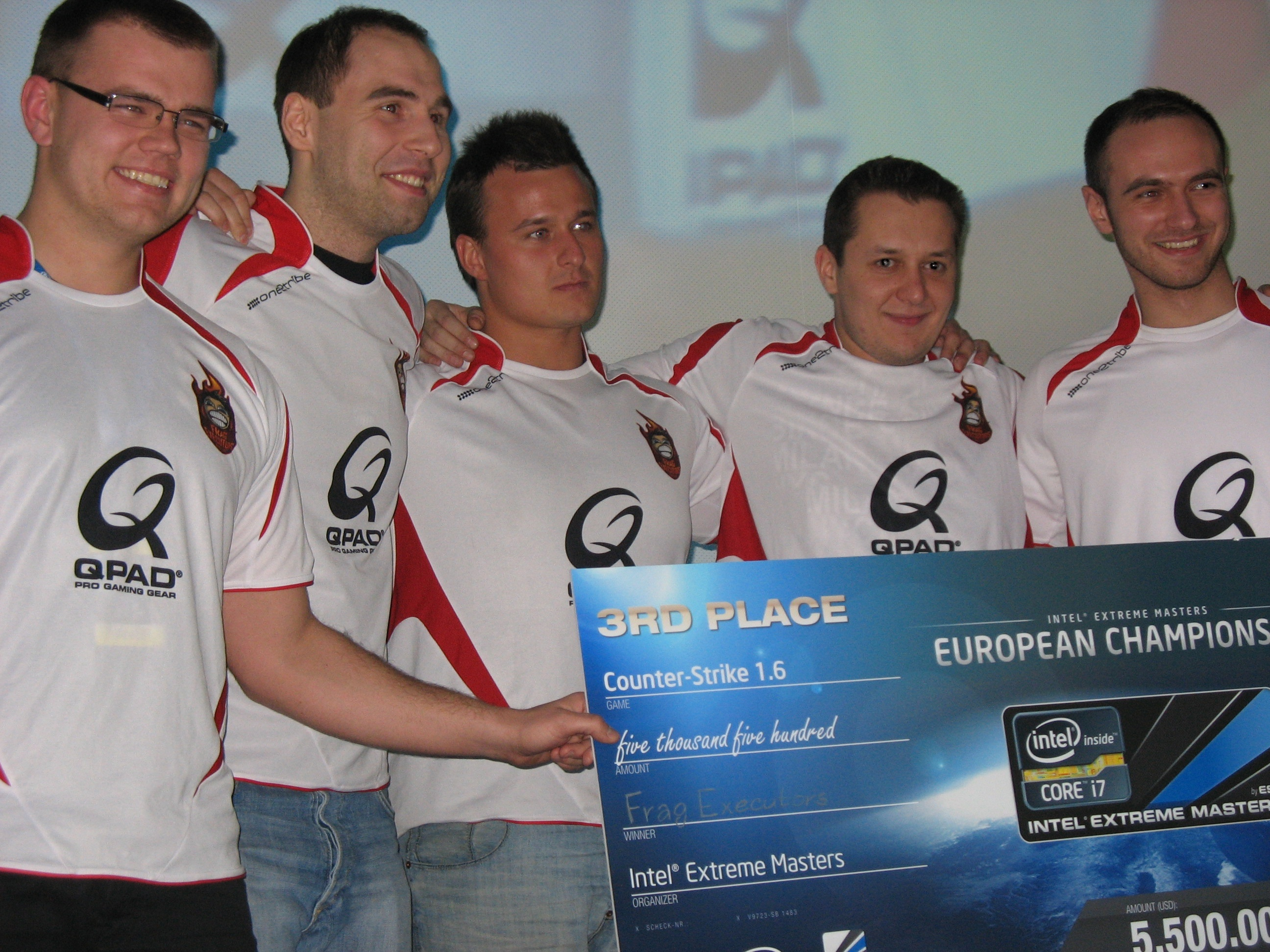
Пятерка Fx

В конце 2009 года группа игроки КС подразделения участвовали в рекламной кампании Guns Are Drawn. В рекламе представлены игроки: Якоб «kuben» Гурчиньский (пол. Jakub Gurczyński), Мариуш «Loord» Цибульский (пол. Mariusz Cybulski), Филип «Neo» Кубский (пол. Filip Kubski) и Виктор «TaZ» Войтас (пол. Wiktor Wojtas), которые выиграли второе золото на WCG.
16 февраля 2010 объявлено о приобретении командой FX: Ярослава «pasha» Яжомбковского (пол. Jarosław Jarząbkowski). Это первое подписание польской командой полностью профессиональных контрактов с игроками.
Первый год совместной групповой работы направлен на усиление игры в новом составе. Как результат победа на корейском киберспортивном фестивале e-Stars Seul в Сеуле и бронзовая медаль на WCG 2010 в Лос-Анджелесе.
17 октября 2011 года организация Frag eXecutors заявила о закрытии своего Counter-Strike подразделения. Таким образом, Филип «Neo» Кубский и компания остаются без официальной поддержки.

## Составы дивизионов
Frag eXecutors в настоящее время состоит из двух подразделений компьютерных игр — League of Legends и Quake Live.
| Подразделение расформировано 17 октября 2011 года. Бывшие игроки Counter-Strike 1.6 male: - Филип «pionas» Пионка (до 2010 года) - Марек «Scyth» Капусто - Богдан «Ne’1L» Андреев - Матвей «KERRiGAN» Андреев - Андрей «MaIIIka L-» Вест - Гжегож «minipitek» Радомский - Богдан «izzy» Вуйцик - Артур «BEn» Острах - Артур «dOK» Калета - Филип «jOOlz» Рушала (заменял Loord’a на EGU 2011) Состав с января 2010 по ноябрь 2011 года - Филип «Neo» Кубский - Виктор «TaZ» Войтас - Мариуш «Loord» Цибульский - Якуб «kuben» Гурчиньский - Ярослав «pasha» Яжомбковский Подразделение расформировано в 2009 году. Бывшие игроки Counter-Strike 1.6 female: - Agata «AG4Ta» Werszler (до 2010 года) - Katarzyna «CaSska» Cichorowska (до 2010 года) - Anna «Chiquita» Woloszczak (до 2010 года) - Aneta «Fantasia» Koper (до 2010 года) - Karolina «flowersik» Kwiatek (до 2010 года) - Kasia «kote[q]» Kremser - Natalia «NatH» Duzniak - Klaudia «rybka_k» Rybka - Sylwia «Sylwia» Witoszka | Подразделение расформировано в 2009 году. Бывшие игроки FIFA: - Bartosz «Bartas» Tritt - Maciej «beLu» Bełus - Kamil «Falcon» Sokołowski - Piotr «Anon1m» Jakubowski Подразделение расформировано в 2009 году. Бывшие игроки Need for Speed: - Hubert «Gooral» Poczwardowski (до 2010 года) - Paweł «Alvado» Kamiński - Paweł «Ismaro» Szprącel - Piotr «Nicker» Muzolf - Łukasz «iMba» Dusza - Jakub «Kubon» Turewicz Бывшие игроки League of Legends: - Emil «daxio» Lanuszny - Mateusz «matr0x» Ożga - Szymon «STING» Ożga Бывшие игроки Quake и Quake Live: - Michał «Cs3» Ryński - Arkadiusz «rutt» Kozieradzki |

## Достижения

### Counter-Strike 1.6
На международной ареной FX начали выступать ещё в 2005 году, однако первые крупные успехи появились у команды лишь в 2009—2010 годах.
| Место | Турнир                                           | Место проведения      | Дата проведения            | Призовые                                    |
| ----- | ------------------------------------------------ | --------------------- | -------------------------- | ------------------------------------------- |
|       | World Cyber Games Poland 2003                    | Варшава               | 2003 год                   | $                                           |
|       | World Cyber Games Poland 2004                    | Варшава               | 2004 год                   | $                                           |
|       | Poznań Game Arena 2004                           | Познань               | 2004 год                   | $                                           |
|       | ACON5 2005                                       | Познань               | 14 апреля 2005 года        | $                                           |
| 7     | ACON5 2005                                       | Сиань                 | 2005 год                   | $                                           |
|       | Heyah Cybersport 2005                            | Варшава               | 6 декабря 2005 года        | $                                           |
|       | World Cyber Games Poland 2006                    | Варшава               | 8 — 9 сентября 2006 года   | $                                           |
| 9     | World Series of Video Games 2006                 | Лондон                | 2006 год                   | $                                           |
|       | Heyah Logitech Cybersport 2006                   | Варшава               | 25 сентября 2006 года      | $                                           |
|       | Poznań Game Arena 2006                           | Познань               | 2006 год                   | $                                           |
|       | Heyah Logitech Cybersport 2007                   | Варшава               | 2007 год                   | $                                           |
|       | Poznań Game Arena 2007                           | Познань               | 2007 год                   | $                                           |
|       | KODE5 Poland 2008                                | Варшава               | 2008 год                   | $                                           |
| 7-8   | GameGune 2008                                    | Бильбао               | 23 — 26 июля 2008 года     | нет                                         |
|       | Electronic Sports World Cup Poland 2008          | Познань               | 2008 год                   | $                                           |
| 9     | Electronic Sports World Cup 2008                 | Сан-Хосе (Калифорния) | 25 — 27 августа 2008 года  | $                                           |
|       | World Cyber Games Poland 2008                    | Варшава               | 28 — 30 августа 2008 года  | $                                           |
|       | AlleGra 2008                                     | Варшава               | 2008 год                   | $                                           |
|       | ESL Pro Series Poland 2009                       | Варшава               | 2009 год                   | $                                           |
| 5     | The Gathering 2010                               | Хамар                 | 3 — 4 апреля 2010 года     | нет                                         |
| 7     | Intel Extreme Masters IV World Championship 2010 | Ганновер              | 2 — 6 марта 2010 года      | нет                                         |
| 9     | Arbalet Cup Europe 2010                          | Стокгольм             | 14 — 16 мая 2010 года      | нет                                         |
|       | Electronic Sports World Cup Poland 2010          | Варшава               | 2010 год                   | $                                           |
| 4     | Electronic Sports World Cup 2010                 | Париж                 | 30 июня — 4 июля 2010 года | $4 100                                      |
|       | World Cyber Games Poland 2010                    | Варшава               | 22 — 23 августа 2010 года  | Оплаченный проезд и квота на WCG final 2010 |
|       | Wielka Gala Cybersport 2010                      | Варшава               | 2010 год                   | $                                           |
|       | GameGune 2010                                    | Бильбао               | 22 — 24 июля 2010 года     | 6 000 €                                     |
|       | e-Stars Seul 2010                                | Сеул                  | 13 — 15 августа 2010 года  | $12 572                                     |
|       | World Cyber Games 2010                           | Лос-Анджелес          | 1 — 4 октября 2010 года    | $5 000                                      |
|       | World e-Sports Masters 2010                      | Ханчжоу               | 3 — 7 ноября 2010 года     | $8 500                                      |
|       | Cybersport League 2010                           | Варшава               | 13 ноября 2010 года        | 2 530 €                                     |
| 4     | DreamHack Winter 2010                            | Йёнчёпинг             | 25 — 27 ноября 2010 года   | нет                                         |
|       | Intel Extreme Masters V European Championship    | Киев                  | 20 — 23 января 2011 года   | $5 500                                      |
|       | Intel Extreme Masters V World Championship       | Ганновер              | 1 — 5 марта 2011 года      | $17 000                                     |
|       | Intel Challenge Supercup #7                      | Киев                  | 19 — 20 марта 2011 года    | $3 000                                      |
|       | Xperia PLAY 2011                                 | Копенгаген            | 21 — 24 апреля 2011 года   | $14 700                                     |
|       | East Games United 2011                           | Белосток              | 28 — 29 мая 2011 года      | $                                           |
|       | Intel Challenge Supercup #8                      | Киев                  | 8 — 9 июля 2011 года       | $2 000                                      |
|       | ASUS Summer 2011                                 | Киев                  | 13 — 14 августа 2011 года  | 101 000 рублей                              |
|       | e-STARS Seoul 2011                               | Сеул                  | 19 — 21 августа 2011 года  | $13 800                                     |
|       | Samsung European Championship 2011               | Варшава               | 7 — 9 октября 2011 года    | $15 000                                     |

### Quake
| - Национальные . M. Ożga — Quake Lenovo Cup (2010, Варшава) . S. Ożga — Quake Lenovo Cup (2010, Варшава) . M. Ożga — Cybersport Games Festival (2010, Лодзь) . S. Ożga — Cybersport Games Festival (2010, Лодзь) . M. Ożga — Electronic Sports World Cup Polska (2008, Познань) . M. Ożga — Poznań Game Arena (2007, Познань) . M. Ożga — Heyah Logitech Cybersport (2007, Варшава) . A. Kozieradzki — Electronic Sports World Cup Polska (2007, Познань) . A. Kozieradzki — Poznań Game Arena (2006, Познань) . A. Kozieradzki — eXtreme Cup (2006, Варшава) . M. Ryński — Poznań Game Arena (2006, Познань) . Polska Liga Quake’a 4 (2006) . M. Ożga — Heyah Logitech Cybersport (2006, Варшава) . M. Ożga — Poznań Game Arena (2006, Познань) . M. Ożga — Electronic Sports World Cup (2006, Познань) . Official Polish Quake League (2001) . Polska Liga Klanów (2000) . Liga AGLS (1999) . Big8pl (1998) | - Международные 9. M. Ożga — Electronic Sports World Cup (2008, Париж) 9. M. Ożga — ESWC Masters of Paris (2008, Париж) . M. Ryński — Clanbase EuroCup XIV (2007) . M. Ryński — Clanbase EuroCup XIII (2006) 9. M. Ryński — World Series of Video Games (2006, Лондон) 13. M. Ożga — World Series of Video Games (2006, Лондон) 24. M. Ożga — Electronic Sports World Cup (2006, Париж) 7. DeCL, (2000, Германия) |

### Достижения в других играх
| - America's Army . Heyah Logitech Cybersport, (2006, Варшава) - Counter-Strike kobiet . ESL Pro Series Polska (2009, Варшава) - FIFA 7. ESL Major Series (2008) - Enemy Territory: Quake Wars . Vectra ET: QW Cup (2007, Радом) | - Seria Need for Speed . H. Poczwardowski — Logitech Spring Cup (2008) . H. Poczwardowski — Need for Speed-Link Cup (2008) . H. Poczwardowski — Heyah Logitech Cybersport (2008, Варшава) . H. Poczwardowski — World Cyber Games Polska (2008, Варшава) . H. Poczwardowski — Heyah Cybercup (2008, Ольштын) |